# 竹村誠
竹村 誠（たけむら まこと、1961年7月21日 - 2019年4月28日）は、元アマチュア野球選手・指導者である。ポジションは内野手。

## 来歴・人物
郡山高等学校卒業後に同志社大学に入学する。
大学卒業後は社会人野球の大阪ガスのチームに入団する。1991年の日本選手権で優秀選手に選ばれ、社会人ベストナインにも選出された。1996年の都市対抗では、デュプロの補強選手として、出場し、10年連続出場選手の表彰を受ける。
大阪ガスの監督を2度務め、巨人の岸田行倫や阪神の近本光司らを指導した。2017年に監督を勇退してからは副部長を務め、末包昇大の入社に尽力した。
2019年4月28日、胆管癌のため死去。57歳没。